# Курчалой
Курчало́й (чечен. Курчалой-гӏала) — город в Чеченской Республике Российской Федерации. Административный центр Курчалоевского района. Образует Курчалойское городское поселение.

## Этимология
В основу названия населённого пункта Курчалой легло названия чеченского тайпа — Курчалой (чечен. Курчалой).

## География
Город Курчалой расположен на предгорной равнине, на правом берегу реки Гумс, чуть выше впадения в неё рек Хунга и Талинг. Находится в 42 км к юго-востоку от города Грозный и в 20 км к югу от ближайшей железнодорожной станции Гудермес.
Ближайшие населённые пункты: на севере — село Иласхан-Юрт, на востоке — село Майртуп, на юго-востоке — село Джигурты, на юге — сёла Ники-Хита и Джагларги, на юго-западе — село Автуры и на северо-западе — село Гелдагана.

## История
Территория современного Курчалоя и его окрестности были обжиты человеком с древнейших времен — с эпохи ранней бронзы. Свидетельством служат находящиеся в его окрестностях древние могильники и ископаемые культурные артефакты. Древнее поселение, располагалось на естественно укрепленном холме Харбузи-Дук.
До возникновения большого села Курчалой, на его месте находилось несколько маленьких аулов. Об одном из этих селений упоминал офицер Тенгинского полка С. И. Беляев (1842):

Местность аула Галэ (Г1оли-Юрт) прекрасна. Здесь, мне казалось, не худо было бы выстроить крепость. Аул лежит от Гильдагана в трёх верстах, на восток. В Чечне однако же есть два удобнейшие места для построения укреплений. Это — в Артуре и в этом Галэ, находящемся в семи верстах от него, идя от Грозной, через Артур к куринскому укреплению (Ойсунгур). В обоих этих аулах хорошие реки; вода не может быть отведена горцами, или испорчена, как они это нередко делают, — не испортят потому, что эти реки проходят многими аулами.

В период 1819—1821 годов Курчалойцы переселились с хребта Качкалык на территорию современного города Курчалой, Курчалой-юрт основан вдоль речки Талинг. В ноябре 1840 года в походе генерала Павла Граббе в большую Чечню через майртупский лес (Курчалой) к селениям Майртуп и Аку-Юрт принимал участие поручик Тенгинского пехотного полка М. Ю. Лермонтов. На одной из основных топографических карт Кавказского края в 1847/48 годах отмечено с. Курчалой.
По данным А. П. Берже на 1850 год Курчалой является большим населённым пунктом. В одной из экспедиций 17-18 февраля 1852 года в майртупский лес участвовал юнкер Лев Толстой, где по его признанию он чудом спасся от смерти.
16 марта 1852 года барон Николаи провёл подготовительную работу к будущей зимней экспедиции, произвёл движение от укрепления Куринского через майртупскую просеку к большому аулу Курчалой. В начале 1857 года генерал-лейтенант Евдокимов решил возвести два укреплёных пункта: у селения Автуры и на Мичике, у Хоби-Шовдана. Для выполнения этой задачи он собрал два отряда. Оба отряда должны были двигаться на встречу друг другу, прорубая просеки в лесах. 18 января колонна Евдокимова, соединилась на берегах Мичика с отрядом барона Николаи и 19 января с боем заняла большой аул Курчалой, входивший в Мичикское наибство. Проложив широкую (в 750 саж.) просеку через Гельдыгенский лес, соединив Герменчукскую поляну с Шалинской.
Командир Кабардинского полка Л. П. Николаи упоминал Курчалой (1857):

Аул оказался оставленным жителями. Сакли в нём тянулись на протяжении по меньше мере одной версты по течению маленькой речки Тельник. На обоих своих оконечностях аул шире; в верхней его части было несколько хороших сакель, и вообще он имел вид богатый при нём хорошие сады. Летом это должно быть место пребывание очень приятное. Приноравливаясь к расположению аула, я поручил подполковнику Краузе занять его верхнюю половину. Остальные четыре батальона, под моим начальством расположились в нижней половине аула, часть которой, находящуюся на левом берегу Тельника, среди прекрасного сада, должен был занять подполковник Цитовский.
По состоянию на 1883 год в селе имелось 12 мечетей.
В 1944 году, в связи с выселением чеченцев и упразднением Чечено-Ингушской АССР, населённый пункт был назван в честь Валерия Чкалова. Указом Президиума Верховного Совета РСФСР от 10 апреля 1957 года селу возвращено прежнее название.

### Статус города
До своего преобразования в город, в начале января 2019 года, Курчалой был крупнейшим сельским населённым пунктом Чеченской Республики. 4 октября 2018 года Парламент Чечни принял решение о преобразовании сельского поселения Курчалой в город. В соответствии с законом Чеченской Республики от 29.12.2018 № 76-РЗ «О преобразовании сельского населённого пункта — села Курчалой» село Курчалой было преобразовано в город. Данный закон вступил в силу через 10 дней после своего опубликования, то есть 9 января 2019 года.

## Население
| 1939    | 1959    | 1970    | 1979    | 1990    | 2002    | 2010    | 2012    | 2013    |
| ------- | ------- | ------- | ------- | ------- | ------- | ------- | ------- | ------- |
| 3643    | ↗5104   | ↗7317   | ↗8437   | ↗9906   | ↗20 857 | ↗22 723 | ↗23 237 | ↗23 610 |
| 2014    | 2015    | 2016    | 2017    | 2018    | 2019    | 2020    | 2021    | 2023    |
| ↗23 971 | ↗24 469 | ↗24 847 | ↗25 260 | ↗25 672 | ↗26 115 | ↗26 581 | ↘23 425 | ↗24 302 |
| 2024    |         |         |         |         |         |         |         |         |
| ↗24 802 |         |         |         |         |         |         |         |         |

На 1 января 2025 года по численности населения город находился на 575-м месте из 1124 городов Российской Федерации.
Национальный состав
По итогам переписи населения 2020 года проживали следующие национальности (национальности менее 0,1 % и другое см. в сноске к строке «Другие»):
| Национальность | Численность, чел. | Доля     |
| -------------- | ----------------- | -------- |
| Чеченцы        | 23 383            | 99,82 %  |
| Русские        | 28                | 0,12 %   |
| Другие         | 14                | 0,06 %   |
| Итого          | 23 425            | 100,00 % |

## Экономика и инфраструктура
Сельское хозяйство
В экономике Курчалоя преобладает сельское хозяйство (в основном выращивание зерновых культур и сахарной свеклы). Некоторые из уже существующих предприятий по переработке сельскохозяйственной продукции, были полностью или частично разрушены во время чеченской войны.
Промышленность
Курчалоевский электромеханический завод (КурЭМЗ) — предприятие, нацеленное на проектирование, производство и поставку энергосберегающего осветительного оборудования. Завод начал свою деятельность 1 января 2013 года и выпускает универсальные светодиодные светильники. На проектную мощность предприятие должно выйти в 2019 году.

## Религия
Основной религиозной конфессией в городе, как и во всей Чечне, является ислам суннитского толка, который представлен в виде двух суфистских школ (тарикатов) — накшбандия и кадирия.
- Соборная мечеть Курчалоя имени Кунта-хаджи Кишиева (на 5000 человек)[41].
- Мечеть имени Янгулби-шейха Дохтукаева.
- 7 квартальных мечетей.

## Тайпы
Ахмад Сулейманов зафиксировал в населённом пункте следующие чеченские тайпы: Курчалой, Ялхой, Билтой,
Бийтарой, Хой, Цонтарой, Ширдий, Аккхий, Іалларой, Айткхаллой, Буной,
Гордалой, Дишний.

## Транспорт
В 2020 году в городе открылась новая автостанция, она обслуживает три маршрута с общим объёмом перевозок до 500 пассажиров в день:
- Курчалой — Шали
- Курчалой — Грозный
- Курчалой — Хасавюрт
- № 1492/1493 Курчалой — Ставрополь

Маршруты обслуживаются ГУП «Чечавтотранс».
Проходящие маршруты:
- Гудермес — Ялхой-Мохк
- Хасавюрт — Шали

## Культура
- Дворец культуры и искусства имени Султана Магомедова[42].

## Образование
Среднее образование
- 5 средних общеобразовательных учреждений.

Высшее образование
- Курчалоевский исламский институт имени Ахмата-Хаджи Кадырова.

## Спорт
- Футбольный спортивный клуб «Турпал».
- Физкультурно — спортивный комплекс «Турпал».
- Стадион домашняя арена футбольного клуба «Турпал».

## Связь
- Операторы сотовой связи — МТС, Билайн, Мегафон.
- Филиал АО Электросвязь.
- Республиканский интернет — провайдер — «Вайнахтелеком».

## Средства массовой информации
- Курчалоевская районная газета «Родина Героя»[43].
- Официальный сайт администрации Курчалоевского муниципального района.

## Галерея
- Село Курчалой в Чечне, 1880-е - начало 1890-х
- г. Курчалой дорожный знак начало населенного пункта
- Проспект им. Ахмата-Хаджи Кадырова
- Комплекс высотных зданий в центральной части города
- Новый жилой комплекс в г. Курчалой
- Курчалой на фоне Качкалыковского хребта
- Река Гумс в окрестностях Курчалоя
- Родник Исмаилийн шовда на южной стороне города.